# Casa Antoni Pous
La Casa Antoni Pous és un edifici del centre de Terrassa, inclòs a l'Inventari del Patrimoni Arquitectònic de Catalunya. És situat a la cantonada entre el carrer Nou de Sant Pere, on té l'entrada d'accés, i el carrer del Passeig.

## Descripció

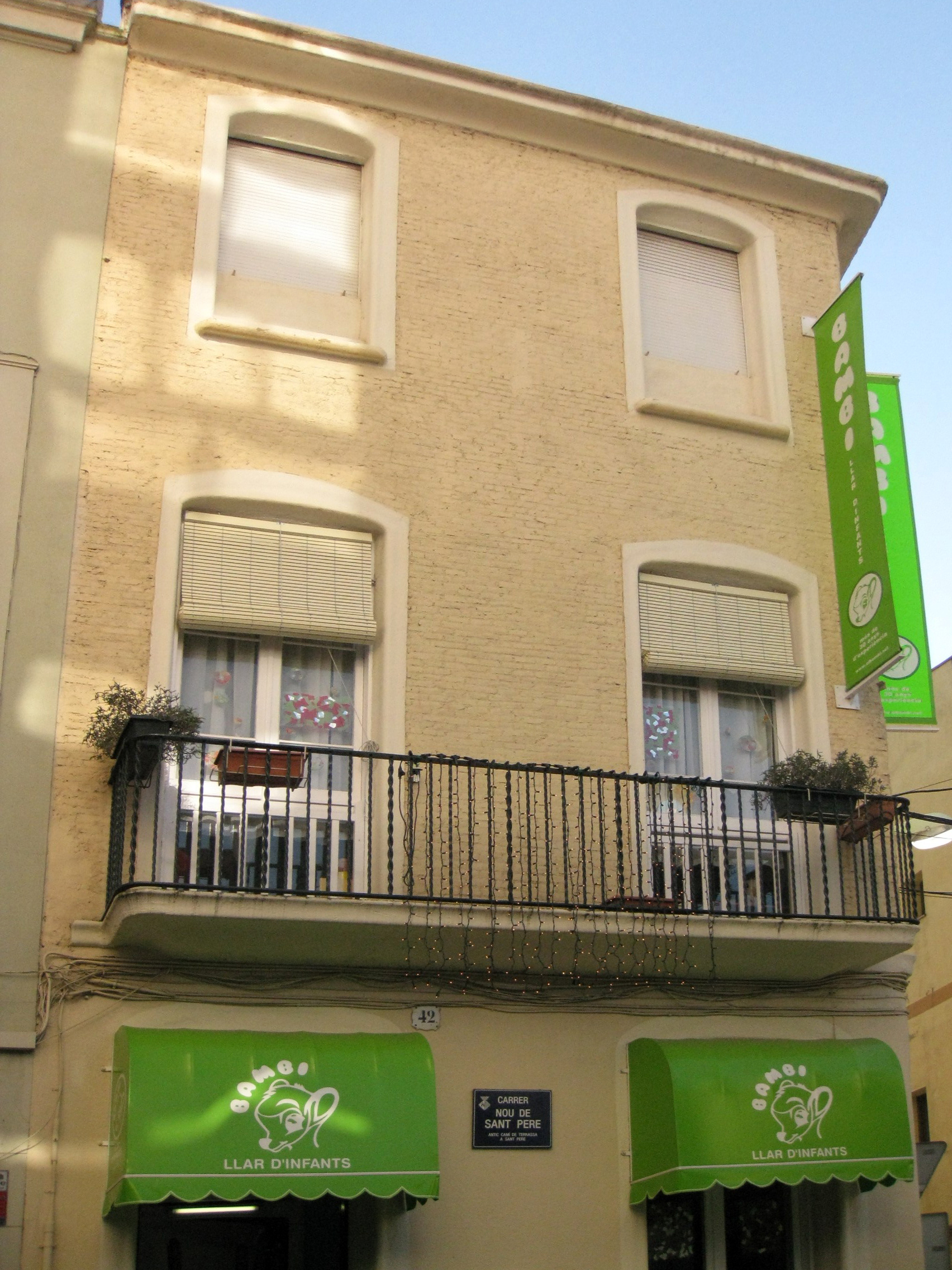
Vista de la façana del carrer Nou de Sant Pere

Es tracta d'un habitatge unifamiliar cantoner de planta baixa i dos pisos, amb coberta de teula. La façana del carrer del Passeig, més llarga, mostra volums esglaonats a l'extrem dret, com a resultat de la distribució de terrasses, actualment modificades. Les obertures d'aquest parament s'ordenen segons eixos verticals i són arrodonides als angles. La façana del carrer Nou de Sant Pere, adossada a una mitgera, té dues obertures a cada planta, les del primer pis amb balconera. Els murs són arrebossats i pintats.

## Història
La casa va ser bastida l'any 1907 per Lluís Muncunill. Uns anys més tard, el 1917, aquest arquitecte va repetir la mateixa estructura arquitectònica per a la Casa Emili Soler, situada en un lloc molt proper, al carrer de Joaquim de Paz núm. 28. Posteriorment la Casa Pous ha estat utilitzada com a llar d'infants.